# LGBT+ au Bangladesh
Les minorités sexuelles et de genre au Bangladesh doivent faire face à des conditions de vie difficiles : l'homosexualité est criminalisée et fait l'objet d'une répression sociale violente, tandis que les conditions économiques des hijras restent précaires. Dans ce contexte, des espaces de résistance et de communauté arrivent à se maintenir. 

## Histoire
Le 23 juillet 2013, un couple de femmes est arrêté pour s'être marié en secret. Shibronty Roy Puja, une Hindoue de 16 ans, et Sanjida Akter, une musulmane de 21 ans, ont fui leur ville de Dhaka et se sont mariées lors d'une cérémonie hindoue. Elles ont ensuite été arrêtées et menacées d'emprisonnement à vie. Un autre couple de femmes a été arrêté en octobre 2013 du fait de leur relation. Une des deux femmes ayant les cheveux court, elle a été identifiée comme le mari. La police a eu recours à un test d'identification de sexe, et a déclaré qu'il s'agissait de deux femmes. L'affaire a été classée en vertu de l'article 209, qui régule les activités asociales.

## Démographie
Une étude réalisée par le ministère de la Protection sociale estime que depuis 2013, 10 000 personnes se sont enregistrées comme hijras, une identité transféminine. Selon AsiaNews, entre 1,6 et 4,8 de personnes bengalaises sont LGBT.

## Culture
En janvier 2014 est créé le premier le premier magazine LGBT du pays, Roopbaan (en) ; le journal publie pour la dernière fois en août de la même année,.

## Militantisme
Le plus grand réseau gays est Boys of Bangladesh ; en plus de ces activités en ligne, BoB organise des événements tels que des ateliers de prise de conscience, prend part à des festivals liés aux LGBT et organise des fêtes et des pique-niques. Boys of Bangladesh vise à construire une communauté gay dans le pays et à abolir la section 377 du code pénal qui criminalise l'homosexualité.

## Conditions de vie

### Hijra Guru Ma

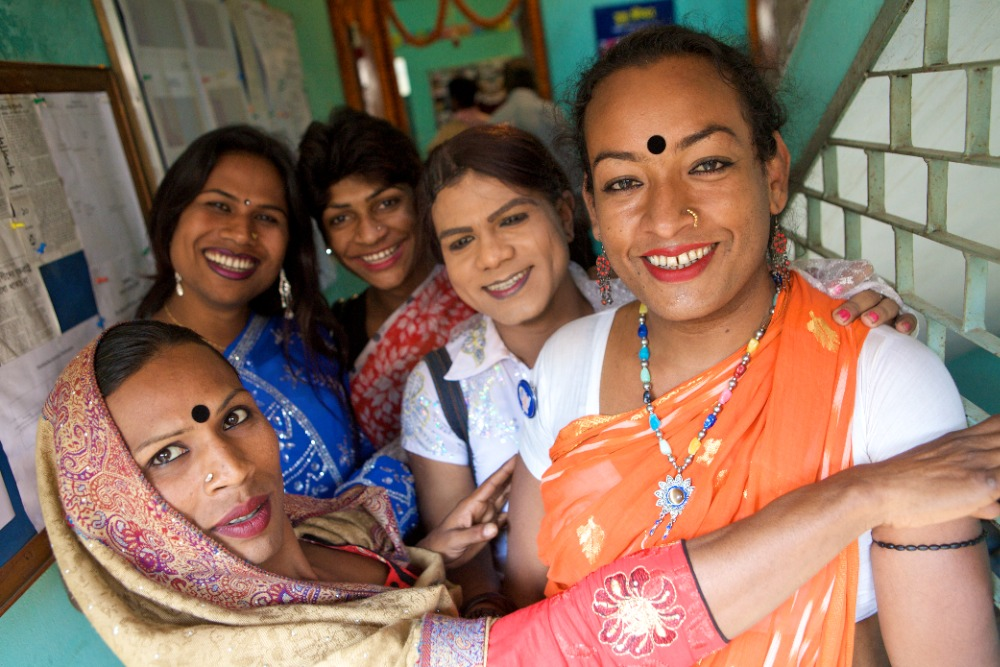
Hijras bengladaises en 2010. Photographie réalisée par l'Agence des États-Unis pour le développement international

La communauté hijra bengalaise est organisée en maisons avec à sa tête une Hijra Guru Ma (mère de la maison) accueillant plusieurs chela (enfants) ; dans ces maisons, les ressources financières sont mises en commun et gérées par la Guru Ma, responsable pour fournir des logements, des repas et intégrer politiquement et socialement les chela au sein de la communauté.
Si la plupart des maisons vivent dans des conditions très précaires, il existe à Dacca une communauté relativement prospère qui possède quatre étages d'un immeuble de la vieille ville. Cela est possible en raison de la forte concentration de lieux religieux et commerciaux dans le quartier, offrant ainsi des opportunités de revenus aux hijras. Celles-ci vivent notamment de la mendicité, du travail du sexe et de missions religieuses lors des mariages et des naissances.

### Perception sociale
Human Rights Watch affirme que « la discrimination à l'égard des lesbiennes, gays, bisexuels et transgenres (LGBT) est omniprésente au Bangladesh »,. L'homosexualité est considérée à la fois comme un crime et une maladie à soigner et des médecins prescrivent des traitements aux effets délétères.
La vie est d'autant plus difficile pour les lesbiennes que pour les hommes gays, car il existe plus d'opportunités de sociabilité entre hommes plutôt qu'entre femmes.

#### Violences
Les violences contre la communauté LGBT sont fortes ; en 2016, Xulhaz Mannan, un militant LGBT, a ainsi été assassiné lors d'une attaque au couteau.

### Droits
L'article 377 du code pénal interdit la sodomie et la sexualité orale, quel que soit le genre et l'orientation sexuelle des participants,. Le 11 novembre 2013, les hijras sont reconnus comme genre distinct des hommes et des femmes par le gouvernement du Bangladesh[réf. nécessaire].  Malgré cela, le Bangladesh n'a pas de législation décrivant les conditions nécessaires à une reconnaissance légale d'un changement de sexe, ni de définition légale des hijras.